# Bataille de Debaltseve
Guerre du Donbass
Batailles
- Euromaïdan
- Révolution de la Dignité
- Manifestations anti-Maïdan

Annexion de la Crimée
- Invasion russe de la Crimée
- Prise du Parlement de Crimée
- Prise de la base navale sud
- Incident de Simféropol (en)
- Occupation russe de la Crimée

Troubles pro-russes
- Odessa
- Troubles pro-russes à Kharkiv (uk)
- Troubles pro-russes à Louhansk (uk)
- Bataille de la rue Rymarska (uk)
- Proclamation de la république de Crimée
- Prise de Donetsk
- Proclamation de la RP de Donetsk
- Proclamation de la RP d'Odessa (hu)
- Proclamation de la RP de Lougansk
- Affrontements à Odessa du 2 mai (uk)
- Incendie de la Maison des syndicats d'Odessa

Guerre du Donbass
- Sloviansk
- Kramatorsk
- Artemivsk
- Marioupol
- Karlivka
- 1re Donetsk
- Louhansk
- Krasnyi Lyman
- Il-76
- Chyrokyne
- Saour-Mogyla
- Horlivka
- Vol Malaysia Airlines 17
- 2e Donetsk
- Loutouhyne
- Ilovaïsk
- Novoazovsk
- 3e Donetsk
- 32e barrage
- Volnovakha
- Debaltseve
- Marïnka
- Avdiïvka

La bataille de Debaltseve est une série d'affrontements opposant du 17 janvier au 18 février 2015 l'armée ukrainiennes aux forces armées russes sous couvert de forces rebelles séparatistes autour de la ville de Debaltseve pendant la guerre du Donbass, dans le cadre de la Guerre russo-ukrainienne. Debaltseve et sa région, situées entre les territoires contrôlés par les autorités de fait se disant « république populaire de Donetsk » et « république populaire de Lougansk », est un nœud routier et ferroviaire stratégique qui était tenu depuis le 28 juillet 2014 par les forces loyalistes ukrainiennes. Le 17 janvier 2015, la ville est assiégée par les forces rebelles séparatistes, soutenues par les forces armées régulières de la fédération de Russie afin de tenter d'expulser les ukrainiens de cette zone. Un mois plus tard, le 18 février, l'armée ukrainienne se retire de la ville. 
Cette bataille constitue l'épilogue d'envergure de la guerre du Donbass jusqu'à l'invasion à grande échelle russe de 2022, l'accord de cessez-le-feu dit Minsk II, conclu le 12 février, mettant fin aux affrontements de grande ampleur.

## Contexte

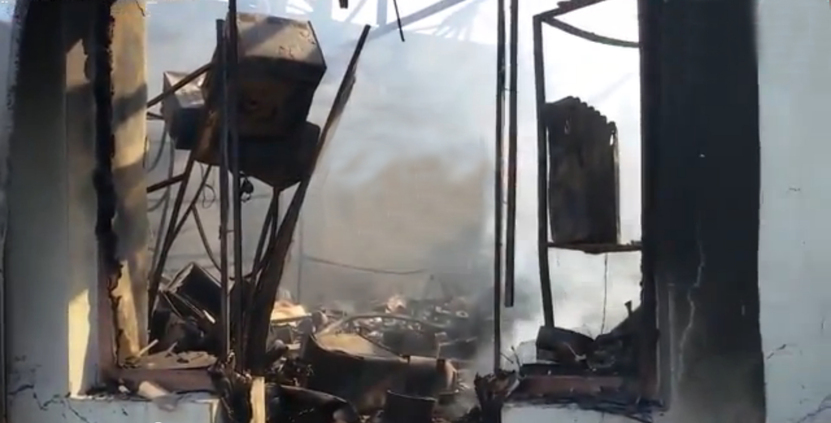
Bâtiment détruit à Debaltseve, en juillet 2014

À la suite de l'insurrection armée prorusse, contrôlée par la Russie, débutée en avril 2014 dans l'est de l'Ukraine, les forces armées ukrainiennes prennent l'offensive pour tenter de reprendre le contrôle du territoire internationalement reconnu de l'Ukraine. Après divers efforts infructueux pour reprendre les villes de Lougansk et de Donetsk, chef-lieux des oblasts (régions) ukrainiens éponyme, les forces ukrainiennes décident de concentrer leurs efforts vers la zone de Debaltseve.
Dans la semaine qui suit, les forces ukrainiennes abandonnent leurs efforts d'enveloppement le long de la frontière russo-ukrainienne internationalement reconnue.  Elles continuent plutôt à pousser vers l'est depuis la ville de Debaltseve et le long de la crête de Donets, afin de diviser davantage le territoire contrôlé par les séparatistes en deux entre les rebelles se réclamant des deux prétendues « république populaires » autoproclamées.

Le 24 août, les unités ukrainiennes qui étaient en train de prendre la ville d'Ilovaïsk se retrouvent prises par surprise lors d'une contre-attaque des rebelles séparatistes et de l'armée régulière russe et sont rapidement encerclées. Après plusieurs jours sous les barrages d'artillerie, les ukrainiens négocient ce qui semblait être un retrait pacifique vers leurs plus à l'ouest. Cependant le 30 août, les forces ukrainiennes battant en retraite sur les itinéraires convenus sont anéanties dans une embuscade bien préparée à une dizaine de kilomètres de la ville, tuant des centaines, voire jusqu'à 1 000 soldats ukrainiens dans le processus, tout en capturant 500 autres.

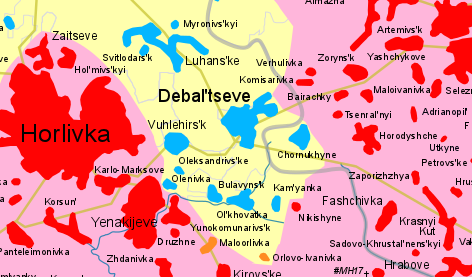
Le saillant de Debaltseve début janvier 2015

Cet affrontement le plus meurtrier de toute la guerre a profondément frappé l'opinion publique et les autorités ukrainiennes, si bien que l'état-major ukrainien décide de passer à la défensive, tandis que les forces rebelles séparatistes, contrôlés par la Russie, consolidaient ses gains. L'Ukraine est contrainte d'accepter un cessez-le-feu en signant le Protocole de Minsk le 5 septembre 2014. À la suite de cela, l'intensité des hostilités semble diminuer et la ligne de front se stabiliser. L'Ukraine contrôle toujours le saillant de Debaltseve.
Fin novembre, les hostilités reprennent. Les rebelles séparatistes lancent alors un nouvel assaut contre l'aéroport international de Donetsk où les combats se poursuivent jusqu'au 21 janvier 2015. L'aéroport est pris par les rebelles et ceux-ci portent ensuite leur offensive plus avant, cherchant désormais à encercler le saillant de Debaltseve.

## Déroulement des combats

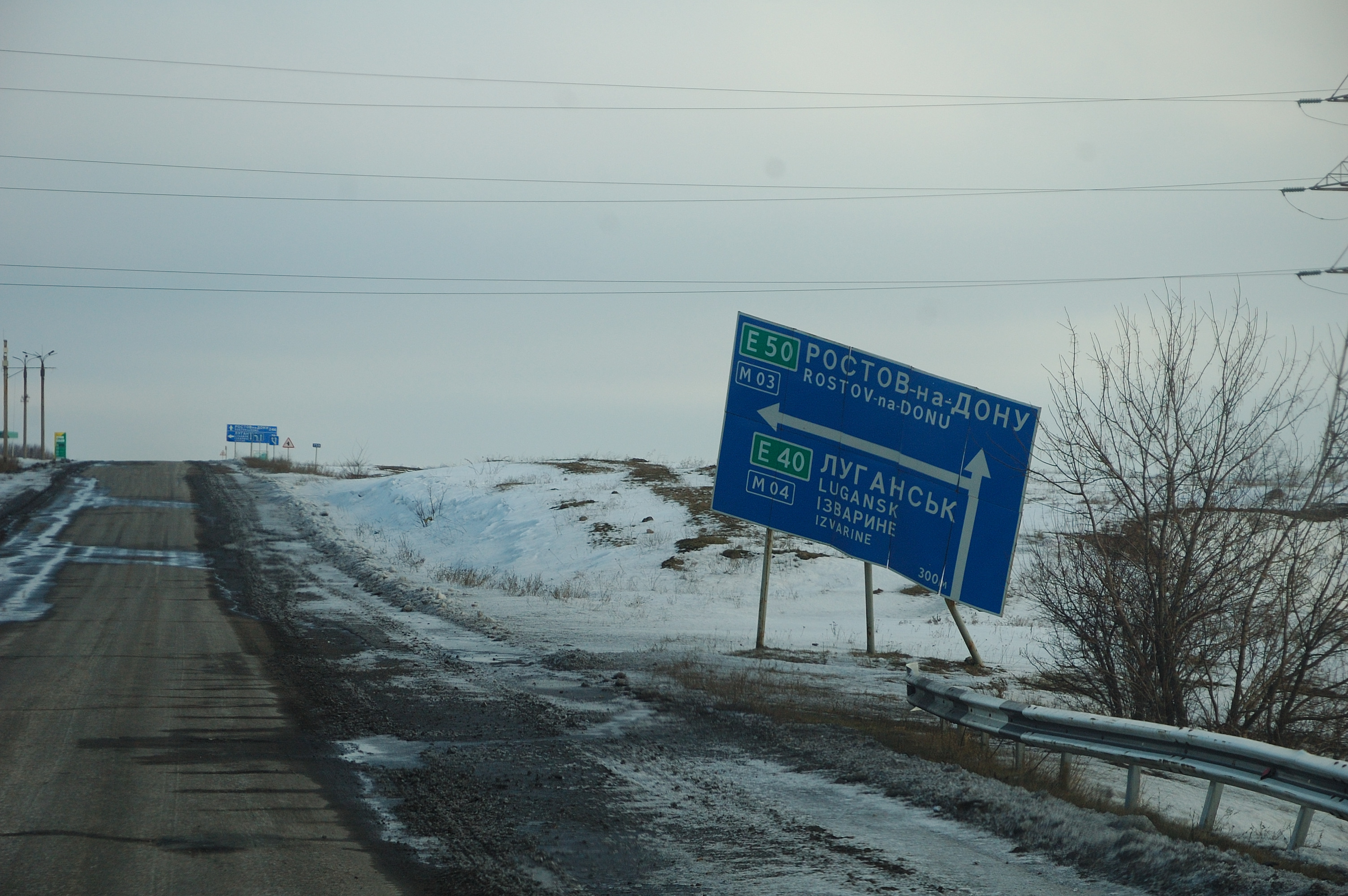
Le carrefour routier stratégique

Des milliers de soldats ukrainiens se sont retranchés à Debaltseve en janvier 2015. La ville, carrefour ferroviaire et routier stratégique, se trouvait à ce moment entouré sur trois côtés par les territoires contrôlés par les rebelles séparatistes, formant une « poche » ou un « coin » de territoire sous le contrôle du gouvernement ukrainien. Ce saillant pénétrait de 24 kilomètres dans le territoire contrôlé par les séparatistes. La plupart des habitants avaient alors quitté la ville, les magasins étaient fermés, les écoles abandonnées et les logements endommagées. Les bombardements intermittents sur la ville étaient fréquents dans les mois précédant janvier 2015. Cependant, des bombardements lourds ont commencé le 17 janvier et se sont poursuivis jusqu'au 20 janvier. 

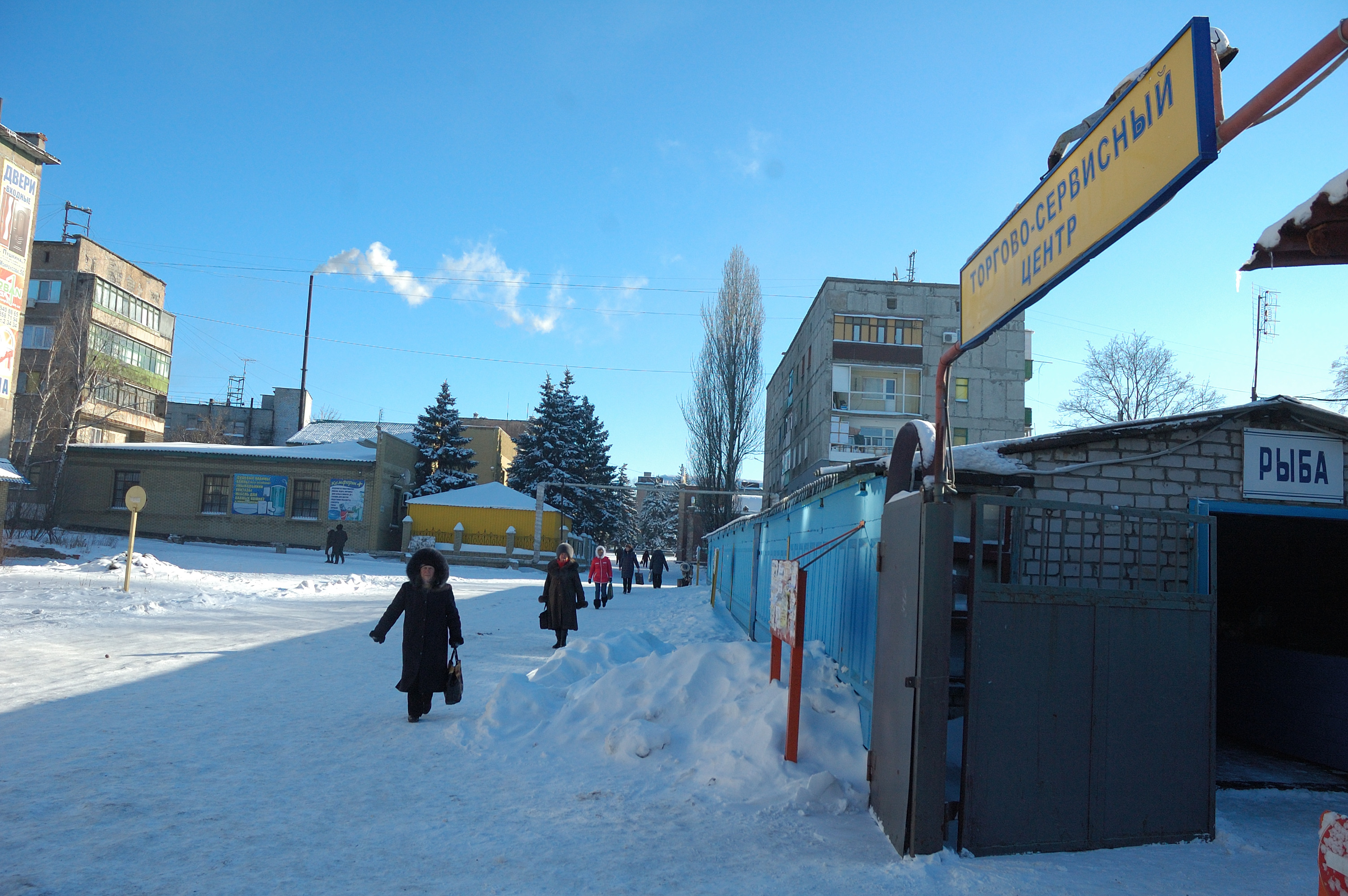
Civils de Debaltseve avant le début de la bataille

Le 22 janvier 2015, les forces russes lancent une attaque sur les positions ukrainiennes dans la zone autour de Debaltseve. Les bombardements intensifs se sont poursuivis le lendemain, tandis que les forces ukrainiennes continuaient de tenir leurs positions dans la ville. Un bâtiment scolaire vide a été touché par un obus pendant les combats. En représailles, les forces ukrainiennes ont commencé un barrage d'artillerie sur les positions séparatistes à l'extérieur de la ville. Le lendemain, l'autorité de fait se prétendant « république populaire de Donetsk » a juré de reprendre Debaltseve. Selon un rapport du 24 janvier, un poste de contrôle ukrainien près de la ville a été attaqué directement par les forces armées régulières russes. Les forces russes ont attaqué un autre poste de contrôle ukrainien près de Debaltseve le 25 janvier, mais l'attaque a été repoussée. Le lendemain, ces attaques ont continué, avec de violents combats tout autour de Debaltseve. Un habitant de la ville a déclaré à Reuters que Debaltseve avait été presque entièrement encerclée par les forces russes, mais que les forces ukrainiennes avaient réussi à tenir malgré des attaques constantes.

### Avancée des rebelles séparatistes

Carte montrant l'opération Debaltseve (, et)

Les forces russes ont tenté d'entrer dans Debaltseve le 27 janvier, cette fois depuis la ville d'Horlivka, contrôlée par les rebelles séparatistes depuis le 6 septembre 2014, mais ont été repoussées. Le lendemain, un commandant rebelle de la prétendue « république populaire de Donetsk » a déclaré que ses forces avaient capturé l'autoroute qui mène à la ville et que celle-ci avait été presque entièrement encerclée. 

Cependant, le député ukrainien Dmytro Tymchuk a déclaré le 29 janvier que les forces séparatistes avaient été contraintes de « réduire » leur offensive dans la région de Debaltseve. Selon lui, une contre-attaque d'artillerie ukrainienne avait causé de lourdes pertes parmi les rebelles séparatistes qui tentaient d'isoler les troupes ukrainiennes du territoire sous contrôle ukrainien. BBC News a diffusé une vidéo montrant les rebelles prises dans ce bombardement. Malgré cela, les séparatistes ont capturé Vouhlehirsk, une ville située 13 kilomètres à l'ouest de Debaltseve, sur la route M04 menant à Horlivka, contrôlée par les rebelles depuis septembre 2014. Les séparatistes ont franchi les lignes ukrainiennes, débordé un poste de contrôle ukrainien, sont entré dans la localité et se sont dirigé vers le centre-ville. Des renforts ont été envoyés pour aider les soldats ukrainiens à Vouhlehirsk.  Selon l'Associated Press, il sera plus difficile pour les forces ukrainiennes de tenir Debaltseve à la suite de la perte de Vouhlehirsk. Le 29 janvier, la gare de Debaltseve est fortement endommagée par des tirs de roquettes. Trois civils à Debaltseve même ont été tués par ce que les forces gouvernementales ukrainiennes ont décrit comme des bombardements « continus » des forces russes. 

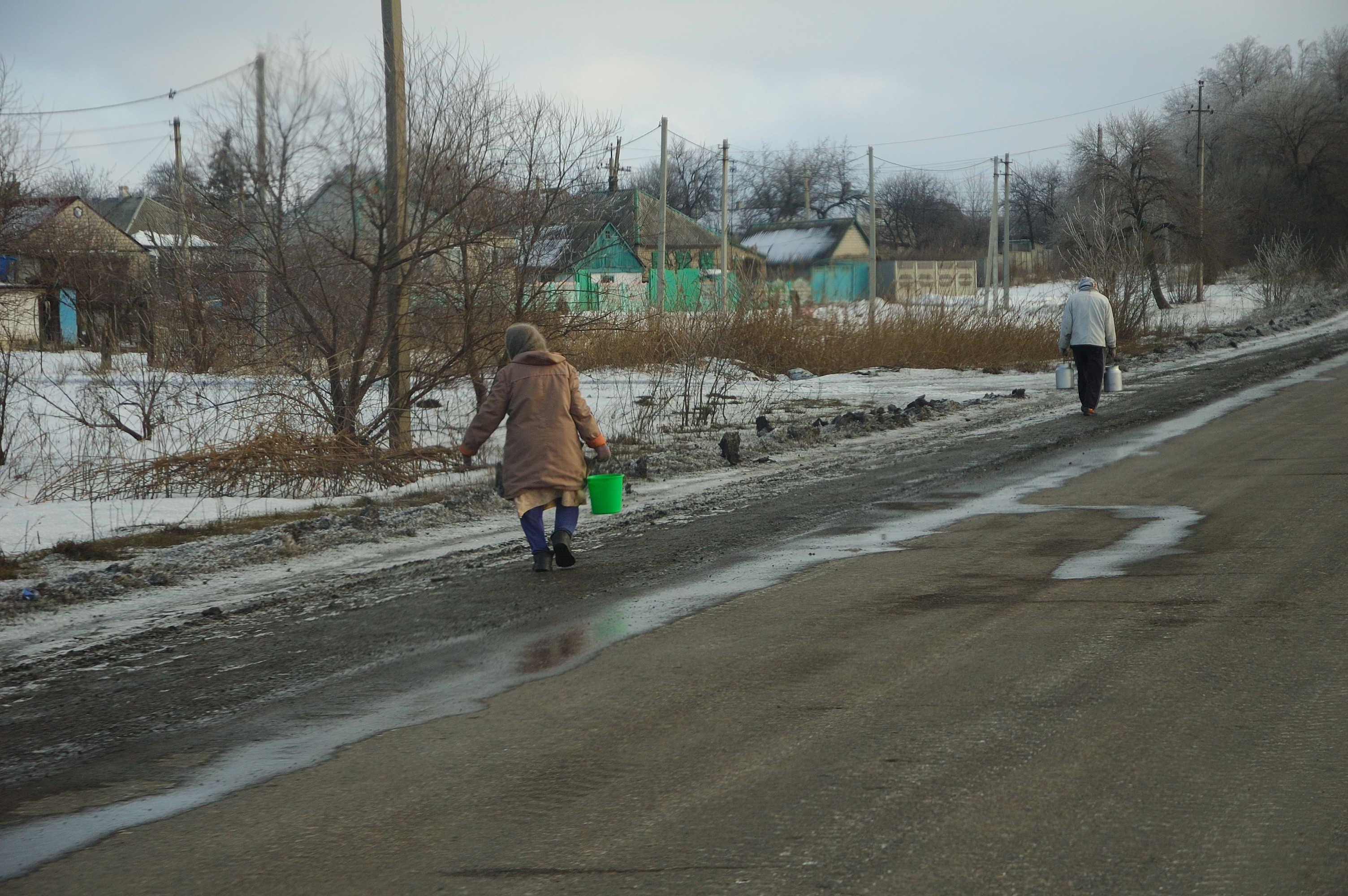
Civils pendant la bataille, fin janvier 2015

Dans la journée du 30 janvier, des obus ont touché un autobus, ainsi qu'un centre culturel du raïon de Kyibishevskiy, utilisé pour distribuer de l'aide humanitaire. Selon la BBC, de nombreux civils se sont retrouvés pris au piège avec les troupes ukrainiennes dans Debaltseve. Certains ont fui vers Bakhmout, en territoire sous contrôle ukrainien, à l'entrée du saillant de Debaltseve. La chaîne de télévision russe Vesti a indiqué qu'environ 8 000 soldats ukrainiens restaient à Debaltseve et que les forces russes étaient sur le point de fermer l'entrée de la poche. Le commandant d'un bataillon de la défense territoriale ukrainienne, Semen Semenchenko, a déclaré que certains soldats ukrainiens continuaient de résister à Vouhlehirsk, malgré le fait que la ville soit en grande partie sous contrôle séparatiste. Le porte-parole du Conseil national de sécurité et de défense de l'Ukraine (CNSD), Andriy Lysenko (uk), a déclaré que des renforts étaient arrivés pour soulager les troupes ukrainiennes à Vouhlehirsk, et que la ligne de front tenait.  Au cours de la journée, les lignes d'approvisionnement ukrainiennes ont été presque entièrement coupées, car les tirs de roquettes Grad ont rendu difficile le déplacement des véhicules blindés de transport de troupes et des camions sur les 50 km de l'autoroute nord-sud entre Bakhmout et Debaltseve. Au moins sept civils ont été tués lorsqu'une roquette Grad a frappé un immeuble dans la ville. Les habitants restants de Debaltseve ont commencé à tenter d'évacuer la ville alors que les combats s'intensifiaient. Une rotation de trois autobus par jour vers Bakhmout a été organisé,.

### Fermeture de la «marmite»

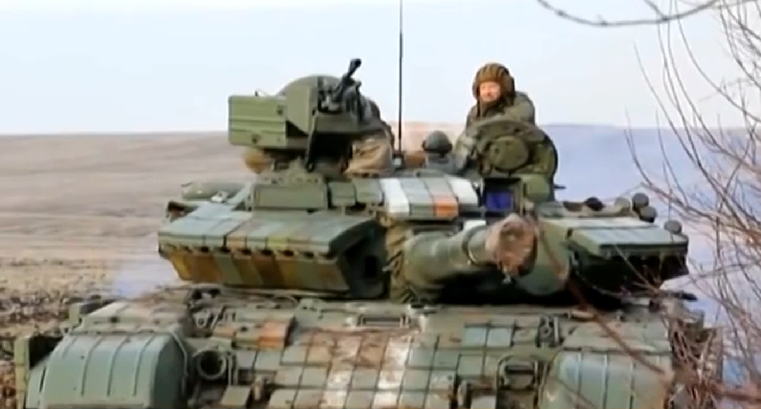
Char ukrainien T-64 BV dans la région de Debaltseve

Douze autres civils ont été tués par les bombardements séparatistes à Debaltseve le 31 janvier. Les forces ukrainiennes ont continué d'utiliser des tirs d'artillerie pour empêcher les renforts rebelles d'entrer dans Vouhlehirsk. Une offensive terrestre visant à déloger les séparatistes de cette ville a échoué, entraînant la mort de trois membres du bataillon Donbass et la blessure de son commandant. L'évacuation des civils de Debaltseve s'est poursuivie dans des conditions hivernales difficiles. À ce moment, l'approvisionnement de la ville en eau, en gaz et en électricité étaient interrompu depuis au moins dix jours. Selon le Premier ministre ukrainien Arseni Iatseniouk, au moins 1 000 personnes avaient été évacuées de Debaltseve au 31 janvier. Le ministre ukrainien de la Défense Stepan Poltorak a confirmé qu'une partie de Debaltseve était sous contrôle des séparatistes.

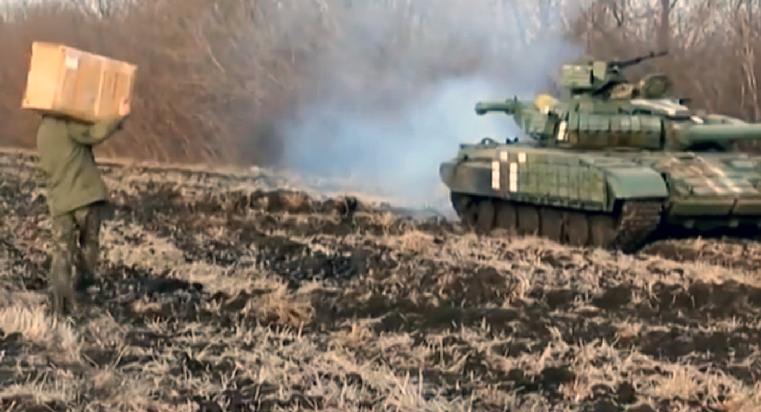
Char d’assaut ukrainien T-64 à Debaltseve en février 2015

Le 1er février, la situation à Debaltseve s'est rapidement détériorée. Selon le Kyiv Post, certaines unités de la Garde nationale ukrainienne ont été contraintes de fuir alors que les forces russes avançaient vers les abords de la ville. La situation à Debaltseve a continué de se dégrader jusqu'au 2 février. Le New York Times a rapporté que les séparatistes semblaient pouvoir s'emparer de l' autoroute M03 vers Bakhmut « à tout moment ». La route était devenue quasiment impraticable, plusieurs autobus évacuant des civils ayant été touchés par des tirs d'artillerie. Qualifiant la poche de territoire ukrainien autour de Debaltseve de « marmite », comme cela est devenu courant, Alexandre Zakhartchenko, se disant « premier ministre » autoproclamé de la prétendue « République populaire de Donetsk », a déclaré que quiconque tenterait de quitter la « bouilloire » se retrouverait dans le « champ de tir croisé de notre artillerie ». Un rapport des travailleurs humanitaires présents dans la zone de combat indiquait que 8 000 habitants étaient parvenu à quitter la région de Debaltseve au 2 février. Un travailleur humanitaire a déclaré que les rebelles pro-russes ciblaient délibérément les autobus utilisés pour transporter les habitants hors de la ville. Un observateur d'Amnesty International a déclaré que la situation humanitaire à Debaltseve était devenue « catastrophique ». Afin de venir en aide aux troupes ukrainiennes restantes à Debaltseve, l'Ukraine a envoyé une importante colonne de renforts, comprenant des véhicules blindés et des transports de troupes, depuis leur base d'opérations de Kramatorsk vers la ville assiégée. 

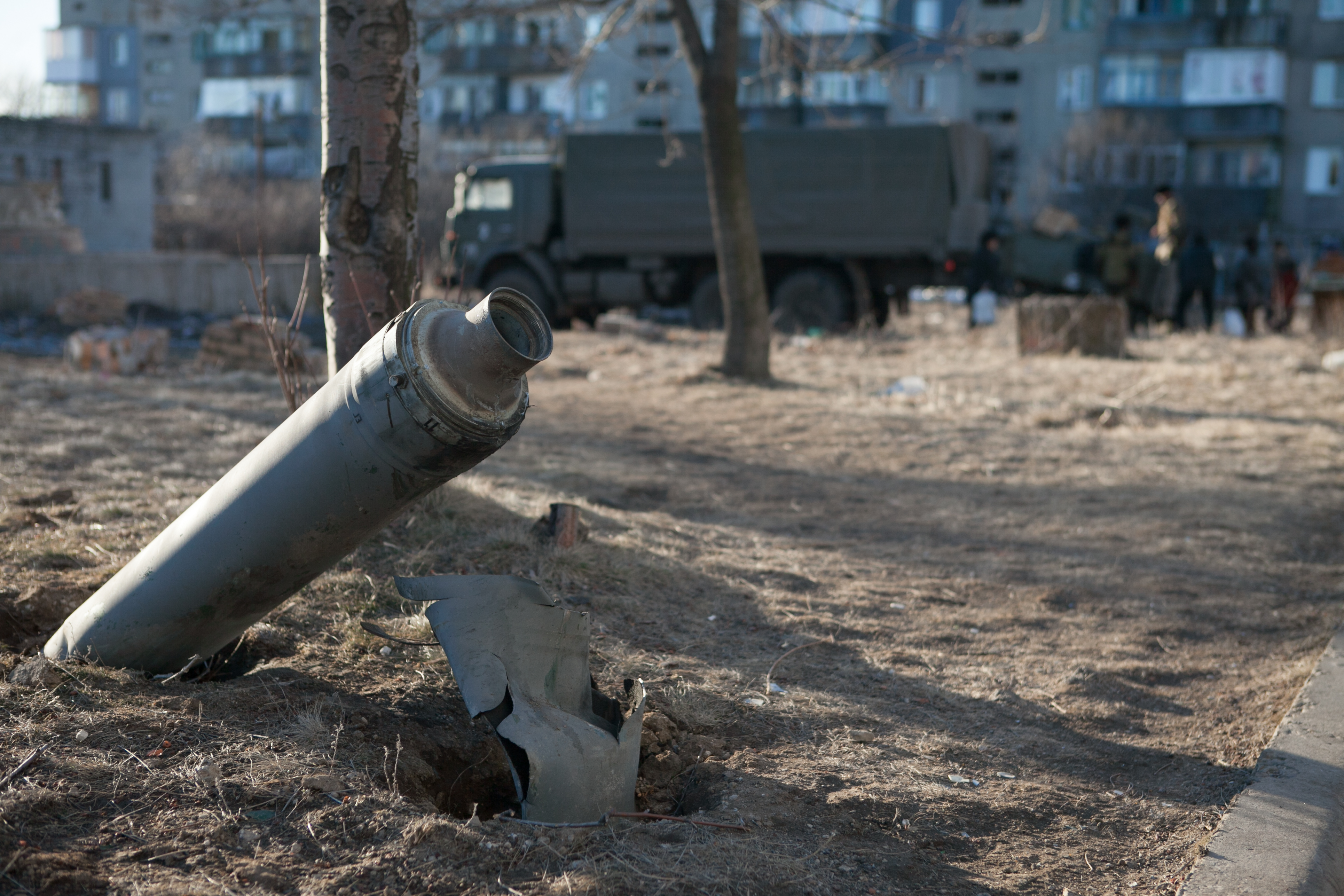
Obus non explosé à Debaltseve après un bombardement en février 2015

Un cessez-le-feu entre les forces russes et ukrainiennes a été convenu pour la journée du 3 février. L'intention déclarée était de permettre aux civils restants quitter la région de Debaltseve. Les bombardements ont diminué jusqu'à 13h00 (heure locale), lorsque des salves de roquettes Grad ont été tirées en direction de Debaltseve. Les combats ont continué le lendemain. Un habitant de Debaltseve qui avait fui vers Bakhmout a déclaré qu'il ne restait « plus rien » dans la ville. Les forces russes ont pris le contrôle total de Vouhlehirsk le 4 février, permettant aux séparatistes d'intensifier les bombardements sur l'autoroute de Bakhmout à Debaltseve,.

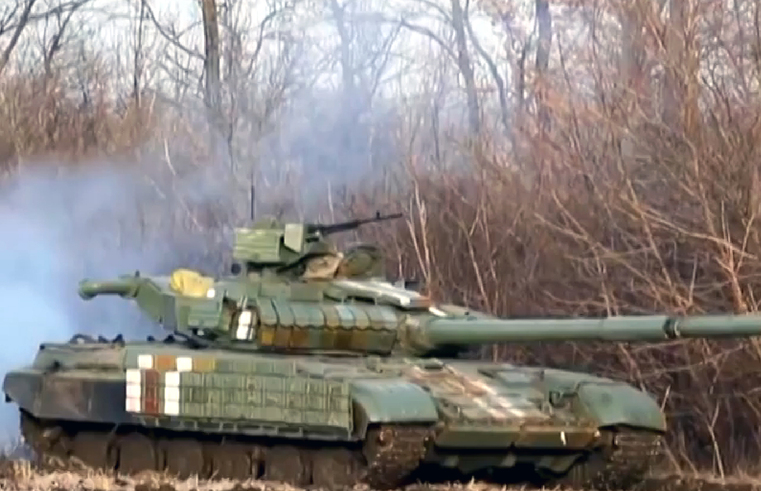
Char d’assaut ukrainien T-64 à Debaltseve en février 2015

Les rebelles contrôlés par la Russie de l'autorité de fait se disant « République populaire de Donetsk » et les forces ukrainiennes ont convenu d'établir un couloir humanitaire le 6 février, dans une autre tentative pour permettre aux civils restants de s'échapper de Debaltseve. Des centaines de civils ont pu fuir. Les combats ont repris le 7 février.

Le 6 février, les militaires ukrainiens sur le terrain indiquent que leurs troupes, qui ont enduré une semaine sans réapprovisionnement, se sont retirées du village de Ridkodoub (uk) (ou Redkodoub) à l'ouest de Fachtchivka (uk) (poche de Debaltseve).

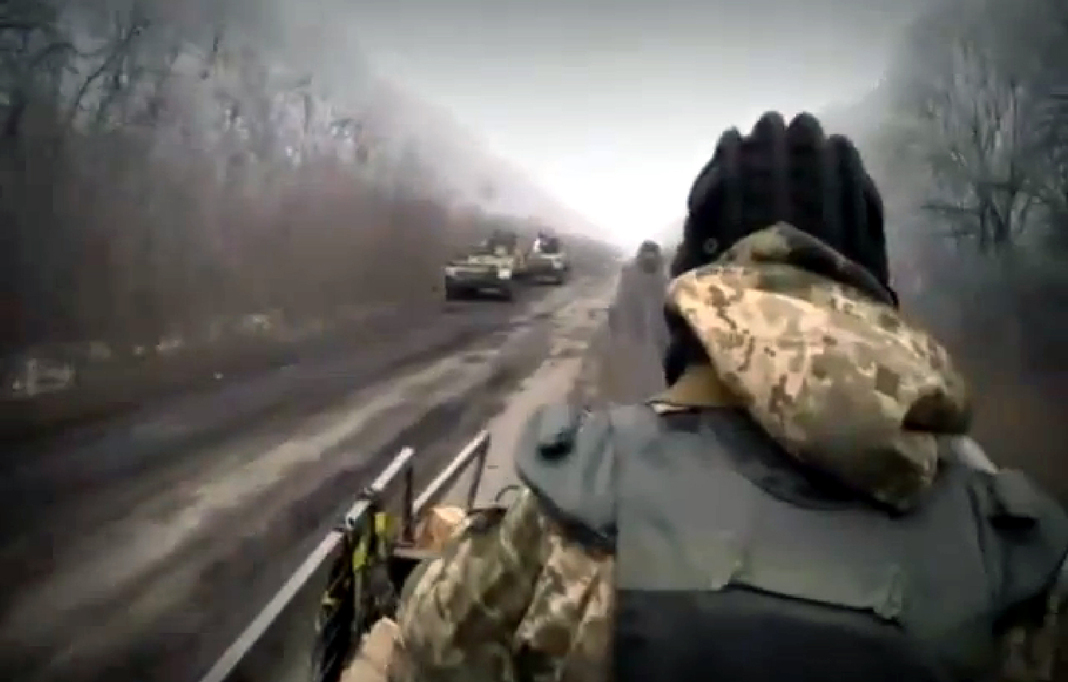
Route secondaire vers Debatseve en février 2015

Les forces russes ont déclaré avoir entièrement encerclé la ville en capturant le village de Lohvynove le 9 février, « fermant ainsi la marmite ». Seuls quatre soldats ukrainiens étaient stationnés dans le village à ce moment-là, ce qui a permis aux rebelles séparatistes de s'en emparer aisément. Les forces gouvernementales ont déclaré que les combats se poursuivaient sur l'autoroute de Bakhmout et que la marmite n'avait pas été complètement fermé. 
Au matin du 10 février, il est devenu clair que les forces séparatistes avaient pris le contrôle de l'autoroute de Bakhmout, coupant ainsi la ligne d'approvisionnement des forces ukrainiennes. Des vidéos montraient des insurgés séparatistes et des chars d'assaut russes se déplaçant le long de l'autoroute,. Les forces ukrainiennes ont subi de lourdes pertes dues aux tirs d'artillerie jusqu'au 11 février. Dix-neuf soldats ont été tués et soixante-dix-huit blessés en vingt-quatre heures,. Ils se battaient près de la colline Hostra Mohyla, proche de Debaltseve. De plus, les forces russes ont attaqué le quartier général de la police de Debaltseve, tuant le chef de la police de la ville. 

### Après Minsk II
Le 12 février 2015, l'Ukraine signe un nouvel accord de cessez-le-feu général dit « Minsk II » avec la Russie et les rebelles séparatistes qu'elle contrôle, sous les auspices de l'Organisation pour la sécurité et la coopération en Europe. Afin d'obtenir la signature de la Russie, l'entrée en vigueur du cessez-le-feu est différée de 48 heures, au 15 février à 00h00 (heure locale).

Cependant, les combats se sont au contraire intensifiés autour de Debaltseve, les forces russes ont tenté une offensive avant le début du cessez-le-feu. Des tirs d'artillerie lourde auraient frappé la ville, et l'autoroute stratégique vers Bakhmout était sous d'intenses bombardements,. Les troupes ukrainiennes ont tenté de reprendre Lohvynove, mais ont été prises en embuscade par des forces russes. Un soldat ukrainien a décrit la situation dans le village comme un « hachoir à viande », pire que celle lors des batailles pour les aéroports de Donetsk et de Louhansk. Au moins 96 soldats ukrainiens ont été blessés, tandis que le nombre de morts est inconnu, les forces ukrainiennes ayant été contraintes de fuir avant de pouvoir récupérer les corps de leurs camarades,. Les combats se sont poursuivis le long de l'autoroute vers Bakhmout jusqu'au 14 février, alors que les rebelles séparatistes se réclamant de la prétendue « république populaire de Donetsk » poursuivaient leurs tentatives d'éliminer la résistance ukrainienne. Le chef de la police régionale de Donetsk, Viatcheslav Abroskin, a déclaré que des bombardements intenses « détruisaient Debaltseve ». La porte-parole du département d'État étatsunien, Jen Psaki, a déclaré que les forces armées russes avaient déployé « une grande quantité d'artillerie et de systèmes de lance-roquettes multiples autour de Debaltseve », et que la Russie était responsable du bombardement de la ville. Selon le New York Times, l'autoroute de Bakhmout était devenue complètement impraticable et truffée de mines terrestres le 12 février et personne ne l'avait empruntée depuis ce jour.

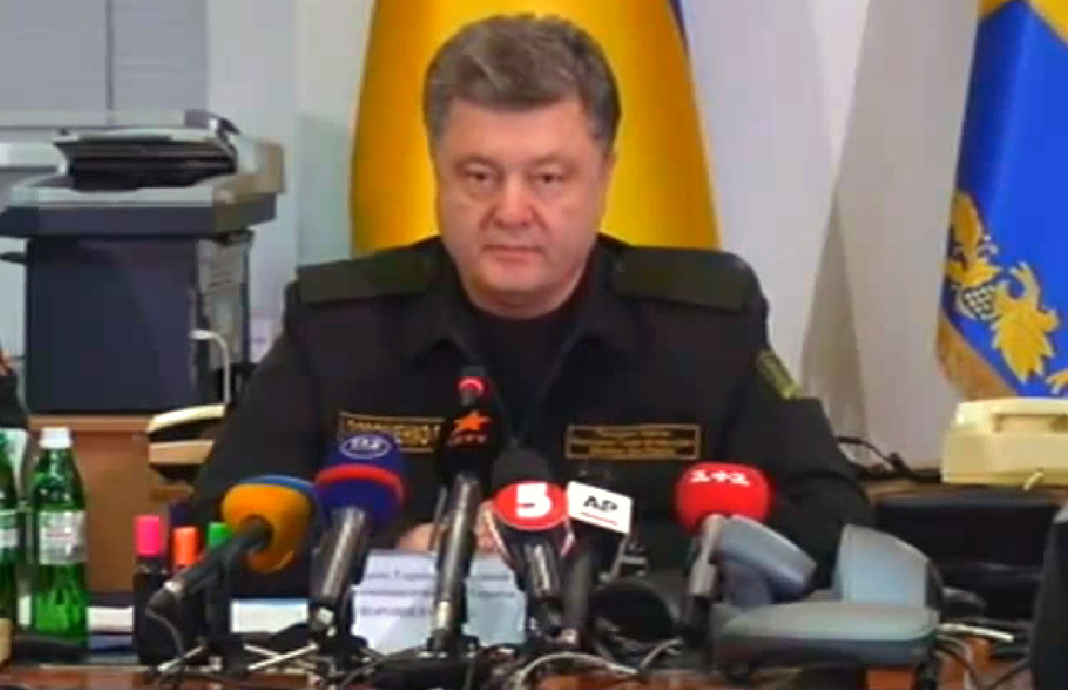
Petro Porochenko, président de l’Ukraine, le 15 février 2015 annoncant l’entrée en vigueur du cessez-le-feu

Le président ukrainien Petro Porochenko a ordonné à ses forces d'observer le cessez-le-feu tel qu'il est entré en vigueur à 0h00 heure le 15 février, et les commandants des rebelles séparatistes ont fait de même. Bien que les hostilités aient cessé dans la majeure partie de la zone de combat, elles se sont poursuivies intensément à Debaltseve.  Alexandre Zakhartchenko, se disant « premier ministre » autoproclamé de la prétendue « république populaire de Donetsk » a déclaré que le cessez-le-feu ne s'appliquait pas à Debaltseve car il n'était pas mentionnée dans l'accord,. Un soldat ukrainien stationné à un poste de contrôle dans le village de Louhanske, au nord de Debaltseve, a déclaré qu'il n'y avait « pas de cessez-le-feu ». Au cours de la journée du 15 février, des bombardements ont touché des positions ukrainiennes et les forces séparatistes ont lancé de multiples attaques sur la ville depuis l'ouest et l'est, prenant d'assaut les positions gouvernementales dans le village voisin de Chornukhyne, en violation du cessez-le-feu,. Néanmoins, les bombardements dans la région ont été moins intenses qu'ils ne l'avaient été dans les jours précédant le début du cessez-le-feu. Les observateurs de l'OSCE, censés observer la mise en œuvre de Minsk II, se sont vu refuser l'accès à Debaltseve par les autorités de fait séparatistes contrôlées par la Russie.

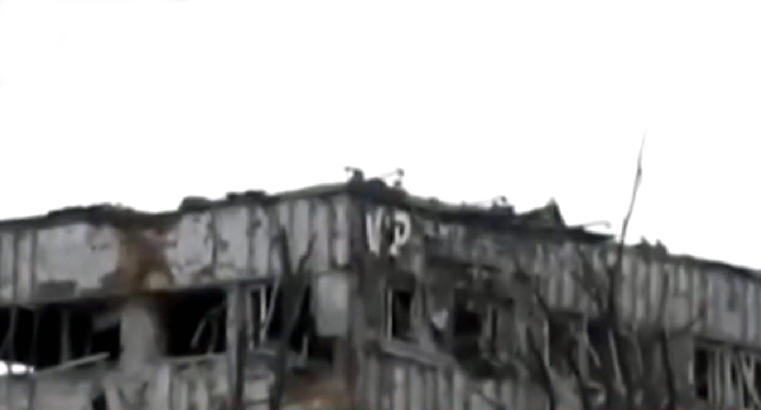
Bâtiment détruit à Debaltseve

Les combats s'intensifièrent encore le 16 février, avec des « explosions incessantes » frappant la ville, en violation du cessez-le-feu,,. Tôt dans la journée, le poste de police de Debaltseve fut détruit par des bombardements. Le commandant adjoint du bataillon Kryvbas, Yuriy Sinkovskiy, déclara que les soldats ukrainiens à Debaltseve étaient complètement ou partiellement encerclés et que les communications avec l'état-major ukrainien étaient rompues,. Les soldats subsistaient dans des conditions glaciales et avaient peu de nourriture ou de munitions. Sinkovskiy déclara qu'il risquait d'être traduit en cour martiale pour avoir divulgué cette information et qu'il voulait simplement sauver les hommes pris au piège à Debaltseve. Il déclara que les troupes devraient se retirer ou même se rendre si cela pouvait leur sauver la vie,. Le commandant séparatiste se réclamant de la soi-disant « république populaire de Donetsk », Eduard Basurin, déclara qu'il fournirait un couloir pour permettre aux troupes ukrainiennes de déposer les armes et de quitter Debaltseve. Le porte-parole des forces armées ukrainiennes, Vladislav Seleznyov, a déclaré en réponse que cela était inacceptable et que Debaltseve était un territoire ukrainien selon les accords de Minsk,. Reuters a décrit le cessez-le-feu comme « mort-né » à Debaltseve. Un membre du bataillon Donbass a déclaré que la situation des soldats ukrainiens dans la ville était désastreuse et ressemblait au « chaudron d'Ilovaïsk », mais à une échelle beaucoup plus grande.
Les forces rebelles séparatistes ont pénétré dans Debaltseve le 17 février, entrainant les premiers combats urbains, en violation du cessez-le-feu. Les autorités de fait séparatistes ont déclaré avoir pris la gare et la périphérie est de la ville. Le porte-parole du Conseil national ukrainien de défense nationale a nié ces informations et a déclaré que les combats se poursuivaient dans toute la ville. En réponse, les rebelles séparatistes ont déclaré avoir pris la majeure partie de la ville et mener une « opération de nettoyage ». Ils ont déclaré avoir fait prisonniers au moins 300 soldats ukrainiens. Un communiqué publié par le ministère ukrainien de la Défense a confirmé qu'une partie de la ville était tombée aux mains de « bandits » et que certains soldats avaient été faits prisonniers. Des soldats ukrainiens du village de Komuna, juste à l'ouest de Debaltseve, ont déclaré aux journalistes qu'ils ne pourraient maintenir leurs positions que douze heures de plus, sous peine d'être submergé et tués par les forces russes. Parallèlement, un porte-parole de l’opération militaire ukrainienne dans le Donbass a déclaré que Lohvynove et l’autoroute vers Bakhmout étaient repassés contrôle ukrainien. 

## Retraite ukrainienne

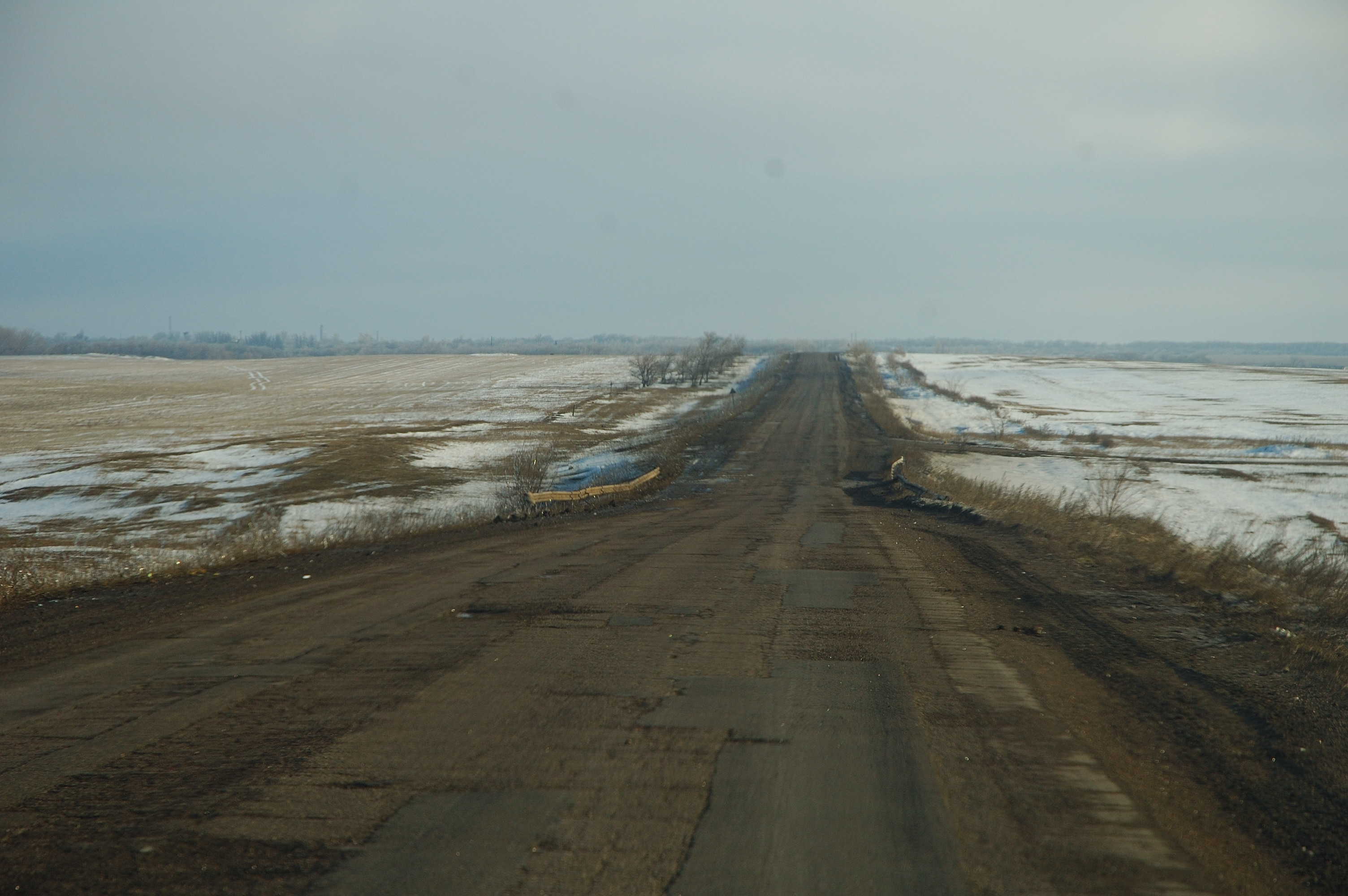
L'autoroute M03 de Debaltseve à Bakhmout, entourée de steppe ouverte

Les forces ukrainiennes ont commencé à se retirer de Debaltseve tôt le matin du 18 février,,. Avant la retraite, environ 6 000 soldats étaient encore retranchés dans la ville. Les préparatifs de la retraite se déroulaient en secret depuis plusieurs jours. Selon le New York Times, les dirigeants de l'opération militaire ukrainienne avaient passé beaucoup de temps à chercher une route pour évacuer les troupes, l'autoroute vers Bakhmout étant devenue impraticable. La situation à Debaltseve était devenue intenable pour les troupes ukrainiennes qui y étaient encore positionnées. Un soldat a déclaré que si les forces ukrainiennes étaient restées dans la ville, « ce serait certainement la captivité ou la mort ». Afin de trouver une voie de sortie praticable, des ambulances ont été envoyées à travers « les champs agricoles et les routes secondaires », garantissant que de tels mouvements n'attireraient pas l'attention des séparatistes. Après avoir choisi une route vers le nord jusqu'au village de Louhanske, contrôlé par l'Ukraine, le plan de retrait a été mis en œuvre. Les transports de troupes ont fait la queue aux abords de Debaltseve à 01h00 (heure locale). Les soldats ont reçu l'ordre de se préparer à partir dans dix minutes sans préavis, puis de monter dans les camions préparés. Ils ont abandonné leur armement lourd et détruit leurs munitions afin d'éviter qu'elles ne tombent entre les mains des rebelles séparatistes ou des forces russes,.

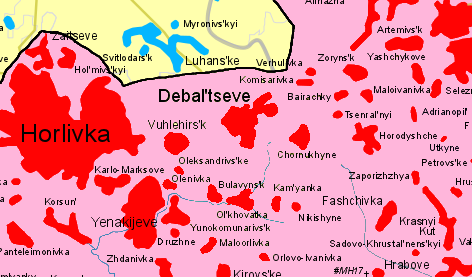
La situation à Delbatseve le 18 février 2015

Après le chargement, la colonne d'environ 2 000 hommes, y compris les chars d'assaut et autres véhicules blindés, a commencé à s'éloigner de la ville. Les phares ont été éteints pour éviter d'attirer l'attention. Malgré ces précautions, le convoi a été rapidement attaqué, en violation du cessez-le-feu des accords de Minsk II, entré en vigueur le 15 février à 00h00 (heure locale). Les véhicules sont tombés en panne et se sont écrasés, et le convoi a été la cible de tirs de tous côtés. Un soldat a déclaré que les séparatistes « tiraient avec des chars, des lance-roquettes et des fusils de précision » et que la colonne avait été « désintégrée ». De nombreux soldats ont été contraints d'abandonner leurs véhicules et de poursuivre leur route à pied. Des soldats morts et blessés ont été abandonnés sur place, car il était impossible de les évacuer. Le retrait a été complexifié par le fait que les forces ukrainiennes n'avaient pas pris le contrôle de Lohvynove, comme cela avait été affirmé la veille. Le commandant du bataillon Donbass, Semen Semenchenko, a déclaré : « Tous les contes de fées sur Lohvynove se sont avérés être des contes de fées ». Des flots de soldats ukrainiens en haillons qui avaient quitté Debaltseve sont arrivés à Louhanske au fil de la journée. Le New York Times a rapporté que les forces ukrainiennes avaient subi « des pertes importantes, tant en matériel qu'en vies humaines ».
Le silence s'abat sur Debaltseve vers 15h00 (heure locale). Le drapeau de Novorossia a été hissé sur une ancienne base d'opérations ukrainienne. Les autorités de fait séparatistes ont déclaré avoir capturé des centaines de soldats ukrainiens. Des responsables ukrainiens ont déclaré à l'Agence France-Presse que pendant l'évacuation, « des combats de rue à grande échelle se poursuivent et qu'il y a également eu une petite bataille de chars ».
Le président ukrainien Petro Porochenko a déclaré : « Nos unités ont quitté la ville comme prévu, de manière organisée, avec leurs équipements de combat, les chars, les blindés, les canons automoteurs et les véhicules », et que ce retrait ordonné prouvait que Debaltseve était sous contrôle ukrainien, et qu'« il n'y avait pas d'encerclement ». Les soldats sur le terrain ont cependant contesté le récit du président Porochenko. Certains soldats ont déclaré qu'« on leur avait en réalité dit de rester sur place », et qu'ils avaient été « laissés mourir dans un piège ». Ils ont déclaré que le gouvernement ukrainien et les médias ont répété des « mensonges » sur la situation à Debaltseve, et que les forces ukrainiennes étaient encerclées depuis plus d'une semaine,,. Le premier lieutenant Yuriy Prekharia, qui avait précédemment survécu à l'encerclement des forces ukrainiennes à Ilovaisk, a déclaré que le chef d'état-major général Viktor Muzhenko avait répété la même erreur, permettant aux forces ukrainiennes d'être piégées sans soutien. Il a déclaré que « les commandants auraient dû donner l'ordre de percer et de battre en retraite dès que la menace d'encerclement est devenue évidente ». Le commandant Semenchenko a également déclaré : « Le problème résidait dans la direction et la coordination des actions… Ce qui se passe actuellement est le résultat d'une gestion incompétente de nos troupes, même s'ils tentent de dissimuler cela sous une tempête de propagande ». 
Le président Porochenko a déclaré qu'environ 2 500 hommes s'étaient retirés de Debaltseve à la fin de la journée du 18 février, ce qui représentait 80 % des troupes ukrainiennes présentes dans la ville,,. Les rapports officiels font en premier lieu état de 13 morts, 82 disparus, 157 blessés et 93 prisonniers. Les soldats sur le terrain ont contesté ces chiffres, les jugeant extrêmement inexacts, et ont déclaré que le nombre de morts se chiffrait « clairement en centaines »,,. Deux semaines plus tard, le bilan officiel des victimes de la retraite était de 19 morts, 12 disparus, 9 capturés et 135 blessés. D'autres sources gouvernementales ukrainiennes ont rapporté que 185 soldats étaient morts pendant la bataille, 112 avaient été faits prisonniers,  et 81 étaient portés disparus. Le bilan ukrainien a été plus tard actualisé à 267 morts, après que les corps de nombreux disparus ont été retrouvés. Les dirigeants séparatistes autoproclamés ont également déclaré que leurs forces avaient capturé une quantité importante d'armes lourdes ukrainiennes qui avaient été abandonnées pendant la retraite. Les pertes des forces séparatistes sont quant à elles inconnues. 
Certains soldats sont restés bloqués à Debaltseve le 19 février, mais les soldats qui s'étaient échappés auparavant ont déclaré qu'il leur était interdit de secourir leurs camarades. Les forces rebelles séparatistes ont éliminé les dernières poches de résistance ukrainienne dans la région de Debaltseve le 20 février, lorsqu'elles ont capturé les villages de Chornukhyne, Ridkodub, Nikishyne (uk) et Mius. Selon un rapport du Bureau de la coordination des affaires humanitaires des Nations Unies (BCAH) du 27 février, les autorités de fait se disant « République populaire de Donetsk » ont découvert 500 corps de civils dans des maisons et des caves à Debaltseve après la bataille. Presque tous les bâtiments du centre-ville ont été lourdement endommagés ou détruits par les combats.
La perte de cette ville constitue un revers majeur supplémentaire pour Kyiv, qui ne cesse d'enchaîner les défaites militaires depuis plusieurs mois.

## Ordre de bataille

### Ukraine
Les Ukrainiens loyalistes alignent plusieurs unités utilisant le char de combat T-64 : 
| Armée de terre ukrainienne - 1re brigade blindée - 14e brigade mécanisée - 17e brigade blindée - 30e brigade mécanisée - 44e brigade d'artillerie - 55e brigade d'artillerie - 92e brigade mécanisée - 128e brigade d'assaut de montagne - 534e bataillon du génie-sapeur (uk) - 15e bataillon d’assaut de montagne (uk) - Brigade présidentielle - 79e brigade d'assaut aérien - 95e brigade d'assaut aérien - 3e régiment des forces spéciales - 8e régiment des forces spéciales - 73e centre d'opérations spéciales maritimes - 703e régiment de soutien opérationnel (uk) - 13e bataillon d'infanterie motorisée « Tchernihiv-1 » (uk) - 25e bataillon d'infanterie motorisée « Kyivska Rus » (uk) - 40e bataillon d'infanterie motorisée « Krivbass » (uk) - 42e bataillon d'infanterie motorisée « Mouvement de résistance » (uk) - 169e centre de formation « Desna » - 300e régiment de chars d'entraînement - 54e bataillon de reconnaissance (uk) - 101e brigade de protection de l'état-major général | Garde nationale de l'Ukraine - 2e brigade de la garde nationale (uk) - 3e brigade de la Garde nationale - 14e brigade de la garde nationale - 2e bataillon des Forces Spéciales de la garde nationale « Donbass » Patrouille de police spéciale - Compagnie de police « Svityaz » (uk) - Bataillon de police « Lviv » (uk) Formations indépendantes - Bataillon Djokhar Doudaïev |

### Séparatistes/Russie
Les forces « novorossiennes » utilisent des chars de combat T-64 et T-72:
- la brigade irrégulière « Prizrak » (ou « brigade fantôme ») avec ses 3 000 hommes, dont des volontaires français, allemands, italiens, espagnols, chiliens ;
- garde nationale cosaque (4 000 hommes avec blindés et artillerie).

Aux côtés des rebelles, se trouvent des unités de l'armée russe : 
| Armée de terre russe - 5e brigade de chars de la Garde (Russie) - 6e brigade de chars (Russie) - 8e brigade de fusiliers motorisés de la Garde ; - 18e brigade de fusiliers motorisés de la Garde ; - 20e brigade de fusiliers motorisés de la Garde (en renfort) ; - 37e brigade de fusiliers motorisés (Russie) - 136e brigade de fusiliers motorisés (Russie) - 200e brigade de fusiliers motorisés (Russie) - éléments de la 232e brigade lance-roquettes multiples GRU - 3e brigade des forces spéciales (Russie) - 25e régiment Spetsnaz du GRU (forces spéciales), ; | Forces pro-russes (uk) (1er corps d'armée de la RPD) - Bataillon Fantôme - Brigade Oplot - Brigade d'artillerie Kalmious - Garde nationale cosaque (uk) - 7e brigade de fusiliers motorisés de la Garde Formations indépendantes - Groupe Wagner |